# Sebastián Reyes
Juan Sebastián Reyes Farrel, noto semplicemente come Sebastián Reyes (12 marzo 1997), è un calciatore boliviano, difensore del Wilstermann e della Nazionale boliviana.

## Caratteristiche tecniche
È un difensore centrale.

## Carriera

### Club
Ha giocato nella prima divisione boliviana.

### Nazionale
Con la nazionale Under-20 boliviana ha preso parte al Sudamericano Under-20 2017 disputando quattroincontri.
Il 20 novembre 2018 ha esordito con la nazionale maggiore boliviana disputando l'amichevole pareggiata 0-0 contro l'Iraq